# 杨淼
杨淼（1973年5月—），女，汉族，福建平潭人，中华人民共和国政治人物。曾任安康市人民政府副市长，现任陕西省商务厅厅长
民建中央委员，民建陕西省委副主委。第十四届全国政协委员。
2023年3月，任陕西省商务厅厅长。